# Fade into Darkness
《Fade into Darkness》是一首由瑞典浩室制作人兼DJ艾维奇主唱，安德烈亚斯·莫（Andreas Moe）未注名伴唱的单曲。歌曲由西蒙·杰弗斯（Simon Jeffes）撰写，于2011年7月16日发行，并吸收了来自企鹅咖啡馆乐团的“Perpentuum Mobile”元素。在其商业发行前，这首歌被称为“《企鹅》”，是一首纯粹的器乐曲目，不像其他的抒情版本。2011年，英国歌手丽安娜·刘易斯在未经艾维奇授权的情况下，对《企鹅》本身进行了大量节录，导致了在刘易斯和艾维奇联合发行这首歌前，双方产生了法律纷争。

## 丽安娜·刘易斯争议
当《Fade into Darkness》被称为《企鹅》时，这首歌常拿来与丽安娜·刘易斯2011年的歌曲《Collide》相比较。最初，刘易斯被认为是《Collide》的唯一创作人，但艾维奇对她和其唱片公司Syco提起了诉讼，因为他宣称他们在没有得到许可的情况下节录了《企鹅》。据艾维奇的经纪人阿拉什·普诺里说，他认为刘易斯仅节录了企鹅咖啡馆乐团原创的《Perfuum Mobile》。在一份声明中普诺里说：“我们的想法是他们对原作进行了节录，他们最终抄袭了我们的版本。我们从未允许Syco重制我们的版本。原版权属于西蒙·杰弗斯（企鹅咖啡管弦乐团），使用该作品的许可不在我们控制范围之内。”作为诉讼的一部分，艾维奇尝试暂停《Collide》的发行，直到达成新协议。
在案件提交高等法院之前，刘易斯在推特上表示艾维奇完全知道自己的歌曲在《Collide》中被节录，“关于我的歌曲，艾维奇知道并且同意为他自己和他的分开发行。当艾维奇把他写过曲目发出去的时候，我完全爱上了这个版本，我认为他非常有才华。”Syco也回应了这一说法，说艾维奇一直想和刘易斯合作，而且他会在这首歌上得到注名。作为回应，艾维奇指责刘易斯和她的唱片公司在一起说谎，他发推说：“谢谢你指责我说谎并且代表我发言。由于我们从未见过面，甚至未曾交谈过，请让我和我的经纪人知道是谁告诉你的，他们给了你什么确认信息。”在刘易斯和艾维奇的唱片公司应在高等法院出庭的几个小时前，Syco发布了一份声明，称两家唱片公司已达成协议，艾维奇将作为《Collide》的特邀艺人，而刘易斯将作为首席艺人。艾维奇和其唱片公司对这个结果很满意，前者说道：“很高兴终于和丽安娜解决了这个问题。音乐就是答案……我们终于在所有问题上和丽安娜达成了协议……所以很高兴能继续努力共同成功……很高兴能和丽安娜继续合作，一起努力。”后者说：“艾维奇是一位后起之秀，我们认为他应该得到一个公平的机会，使此唱片成为它应得的成功。”

## 音乐视频
《Fade into Darkness》音乐视频由托比亚斯·汉森（Tobias Hansson）和卡尔·奥林（Karl Aulin）执导，林恩·阿斯普朗（Linn Asplund）和吉姆·卡吉尔（Jim Cargill）主演。视频讲述了一个爱上刺杀目标的女刺客。为了保护他，她给他留了张字条告诉他不要去找她。但当他找到她时，她向他开了枪。最后他是否能活下来不得而知。

## 曲目列表
- 数字EP[9]

1. "Fade into Darkness" (Vocal Radio Mix) – 3:18
2. "Fade into Darkness" (Vocal Club Mix) – 6:09
3. "Fade into Darkness" (Instrumental Radio Mix) – 2:58
4. "Fade into Darkness" (Instrumental Club Mix) – 5:48

## 制作人员
- 蒂姆·伯格林（Tim Bergling） – 词曲，制作
- 阿拉什·普诺里（Arash Pournouri） – 词曲，制作
- 西蒙·杰弗斯（Simon Jeffes） – 词曲
- 约翰·马丁（英语：John Martin (singer)）（John Martin） – 词曲
- 米歇尔·齐特伦（Michel Zitron） – 词曲
- 芒斯·雷登伯格（Måns Wredenberg） – 词曲
- 迪佩什·帕玛（Dipesh Parmar） – 编曲
- 安德烈亚斯·莫（Andreas Moe） – 主唱
- 理查德·阿德兰（Richard Adlam） – 伴唱
- 山姆·布鲁（Sam Blue） – 伴唱
- 西蒙·查普曼（Simon Chapman） – 伴唱
- 哈尔·里特森（Hal Ritson） – 声乐制作，伴唱
- 韦兹·克拉克（Wez Clarke） – 混音，其他编排

注名来自唱片内页说明。

## 榜单和认证
| 榜单（2011年）             | 最高排名 |
| -------------------------- | -------- |
| 荷兰（荷蘭四十強單曲榜）   | 27       |
| 波兰（波兰Airplay New榜）  | 2        |
| 瑞典（瑞典最熱榜）         | 4        |
| 斯洛伐克（電台百強單曲榜） | 44       |
| 英國（官方榜單公司單曲榜） | 196      |
| 英國（官方榜單公司舞曲榜） | 33       |
| 英國（官方榜單公司獨立榜） | 27       |

| 榜单（2011年）     | 排名 |
| ------------------ | ---- |
| 瑞典（瑞典最热榜） | 24   |
| 榜单（2012年）     | 排名 |
| 瑞典（瑞典最热榜） | 85   |

| 地區                                  | 认证    | 认证单位/销量 |
| ------------------------------------- | ------- | ------------- |
| 瑞典（瑞典唱片業協會）                | 5× 白金 | 200,000‡      |
| *僅含認證的實際銷量 ^僅含認證的出貨量 |         |               |

## 发行历史
| 国家     | 日期       | 格式         | 唱片公司 |
| -------- | ---------- | ------------ | -------- |
| 澳大利亚 | 2011-07-16 | 數位音樂下載 | LE7ELS   |
| 瑞典     | 2011-07-22 | 數位音樂下載 | 环球音乐 |